# 최기산
최기산(崔基山, 1948년 5월 16일 ~ 2016년 5월 30일)은 대한민국의 가톨릭 성직자다. 제2대 천주교 인천교구 교구장 주교를 맡고 있다가 2016년 5월 30일 선종했다. 세례명은 보니파시오이다.

## 생애
1948년 경기도 김포군 양촌면 마산리(현 경기도 김포시 마산동)에서 6남 2녀 중 둘째로 출생하였다. 본관은 해주. 고조부 때부터 가톨릭을 믿어온 집안의 영향으로 자연스럽게 신앙을 접할 수 있었다. 이렇게 열심한 신자 집안에서 성장한 최기산은 중학교 때 이미 사제의 길을 가기로 결심했다. 마산리 공소 출신인 그는 어릴 적 미사 참례를 위해 25리나 되는 거리를 다녀야했지만, 가족과 함께 하는 이 길이 언제나 행복했다고 회고하였다.
이후 1967년 소신학교 33회로 졸업한 그는 75년 12월 사제품을 받고 인천 부평1동본당 보좌신부로 사목활동을 시작했다. 사제가 된 후 그는 본당사목, 교구사목, 해외교포사목 등을 두루 경험했다. 1987년에는 천주교 인천교구 사목국장을 역임했으며, 1990~1995년에는 미국에서 교포 사목 및 공부를 하기도 했다. 특히 그는 미국 뉴저지 데마레스트에서 한인 천주교 성당을 정식으로 설립하고, 당시 55세대이던 신자 가구 수를 240세대까지 끌어올렸다. 훗날 최기산은 이때가 미국 교포사목 당시 가장 행복했던 시기라고 전했다.
미국 교포사목 후 1996년 2월 인천가톨릭대학교 교수로 부임하였으며, 영성처장 및 겨레문화연구소장을 겸임하였다.
1999년 10월 29일 교황 요한 바오로 2세에 의해 인천교구 부교구장 주교로 임명되었으며, 같은해 12월 27일 부천 실내체육관에서 그의 주교 서품식이 거행되었다. 2002년 3월 26일 인천교구 초대 교구장 나길모 주교가 은퇴하면서 교구장직을 자동 승계받았다. 교구장 착좌식은 같은해 4월 25일 인천교구 답동 주교좌 성당에서 거행되었다.
이후 여러 방면에서 사목활동을 하다 2016년 5월 30일 오전 11시 40분에 심장마비로 갑자기 선종하였다(68살).

## 문장

최기산 주교의 문장

최기산 주교 문장의 사목표어는 요한 복음서 14장 6절에서 예수 그리스도가 스스로를 가리켜 “나는 길이요 진리요 생명이다(EGO SUM VIA VERITAS ET VITA).”라고 한 말이다. 이는 “성령으로 충만하신 예수 그리스도 홀로 우리의 길이요 진리요 생명이시다. 오직 예수 그리스도만을 인생의 방패로 삼아 그분의 뜻이 이루어지는 삶을 살기로 한다.”라는 것을 의미하는 것으로 최기산 주교의 사목의지를 함축적으로 드러내고 있다.
문장은 방패 형상에 길, 진리를 뜻하는 책, 생명을 상징하는 물병으로 이뤄져 있으며 하단에 최주교가 사제 서품 때부터 좌우명으로 삼아온 주님의 기도 중 한 구절인 `FIAT VOLUNTAS TUA(주님 뜻대로 이루어지소서)'를 라틴어로 적어놓았다.
문장 상단의 순백의 비둘기는 성령을 상징하며 바로 아랫부분의 성광으로 빛나는 십자가는 예수 그리스도를 의미함과 동시에 그리스도가 십자가를 지듯이 최 주교 자신이 주교직을 겸손하게 받아들이겠다는 뜻이다. 중앙에 위치한 방패 형상은 오직 예수 그리스도만을 인생의 방패로 삼겠다는 의지로 표현됐으며 방패에 새겨진 길과 책, 물병 모양은 각각 길과 진리와 생명을 상징한다.
비둘기 윗부분의 모자와 방패 옆 열두 매듭의 장식술 그리고 방패 하단의 지팡이는 주교의 위계를 표시하며 전체적으로 온화한 오렌지색 배열은 따뜻한 그리스도의 사랑을 실천하려는 최 주교의 성품과 일치한다. 또한 녹색은 하느님의 종으로 더욱 헌신하겠다는 성실함을, 오렌지색과 녹색의 조화는 모든 이가 일치하여 하느님 나라를 완성하자는 화합과 평화의 의미를 담고 있다.